# 东北李
东北李（学名：Prunus ussuriensis），为蔷薇科李属下的一个植物种。其种加词“ussuriensis”意为“乌苏里的”。